# The Coldest Game
The Coldest Game (Pools: Ukryta gra) is een Engelstalige Poolse spionagefilm uit 2019 in regie van Łukasz Kośmicki.

## Productie
De opnames vonden plaats van februari tot april 2018 in Warschau. William Hurt, oorspronkelijk gecast voor de hoofdrol als Joshua Mansky, was het slachtoffer van een off-set ongeval in de eerste dagen van de filmopname en werd vervangen door Bill Pullman.
De film ging in première op het 44e filmfestival van Gdynia in september 2019 en kreeg positieve recensies van critici. 
De spionagethriller was de laatste film van producer Piotr Woźniak-Starak, die kort voor de lancering op 18 augustus 2019 omkwam bij een ogenschijnlijk bootongeluk.
De première in de Poolse bioscopen volgde op 8 november 2019. Een internationale première staat gepland voor begin 2020.

## Verhaal
Joshua Mansky, een briljante wiskundige en een alcoholist, wordt meegezogen in de wereld van spionage en conflict tussen de supermachten van de wereld wanneer hij op het hoogtepunt van de Cubaanse raketcrisis wordt ontvoerd door Amerikaanse geheime diensten en gedwongen wordt om mee te doen aan een schaaktoernooi tegen Sovjetkampioen Alexander Gavrylov. Het toernooi gaat door in het Paleis van Cultuur en Wetenschap in Warschau. Van professor Mansky wordt verwacht dat hij een beslissende stap om het komende nucleaire conflict een halt toe te brengen, kan veroorzaken.

## Rolverdeling
- Bill Pullman als Joshua Mansky
- Lotte Verbeek als agent Stone
- James Bloor als agent White
- Robert Więckiewicz als directeur van het Paleis van Cultuur en Wetenschap
- Aleksey Serebryakov als generaal Krutov
- Corey Johnson als Donald Novak
- Nicholas Farrell als Griswald Moran
- Evgeniy Sidikhin als Alexander Gavrylov